# Believe (椎名へきるの曲)
「believe」（ビリーブ）は、椎名へきるの26枚目のシングル。2003年1月1日、ソニー・ミュージックレコーズより発売。

## 収録曲
1. believe
  - 作詞：椎名へきる、作曲：木根尚登、編曲：松尾和博、川村ケン
  - TBS『ランク王国』オープニングテーマ
  - アルバム『10 Carat』にも収録
2. afresh!
  - 作詞：井上秋緒、作曲：木根尚登、編曲：LUCKYS
3. believe (backtracks)
4. afresh! (backtracks)